# Juliette and the Licks
Juliette and the Licks – amerykański zespół muzyczny wykonujący rock alternatywny. Powstał w 2003 roku w Los Angeles z inicjatywy wokalistki Juliette Lewis, także aktorki, szerzej znanej m.in. z roli Danielle Bowden w filmie fabularnym Przylądek strachu (1991). Pierwszy skład zespołu utworzyli ponadto basista Paul Ill, perkusista Patty Schemel oraz gitarzysta Todd Morse. W tym składzie grupa rozpoczęła prace nad debiutanckim materiałem. W 2004 roku w trakcie prac w studiu z zespołu odszedł Schemel, którego zastąpił Jason Morris. 12 października tego samego roku nakładem wytwórni muzycznej Fiddler Records ukazał się pierwszy minialbum grupy pt. ...Like a Bolt of Lightning. 
17 maja 2005 roku nakładem wytwórni płytowej Hassle Records do sprzedaży trafił pierwszy album długogrający zespołu pt. You're Speaking My Language. Pewną popularność przysporzyły grupie pochodzące z płyty piosenki „You're Speaking My Language” i „Got Love To Kill”, które trafiły na brytyjską listę przebojów, plasują się, odpowiednio na 35. i 56. miejscu. Rok później z zespołu odszedł Jason Morris, którego zastąpił Ed Davis. 
2 października 2009 roku został wydany drugi album studyjny formacji zatytułowany Four on the Floor. Na potrzeby sesjni nagraniowej formacja zaangażowała Dave’a Grohla, muzyka znanego m.in. z występów w zespole Foo Fighters, który zagrał na perkusji. Nagrania promowane teledyskiem do utworu „Hot Kiss” uplasowały się na 88. miejscu brytyjskiej listy przebojów. Z końcem roku grupa zakończyła działalność. W 2015 roku formacja wznowiła działalność w składzie Juliette Lewis (śpiew), Todd Morse (gitara), Jason Womack (gitara basowa), Kemble Walters (gitara) oraz Ed Davis (perkusja).

## Muzycy
| Obecny skład zespołu - Juliette Lewis – wokal prowadzący (2003–2009, od 2015) - Todd Morse – gitara, wokal wspierający (2003–2008, od 2015) - Jason Womack – gitara basowa (2006–2009, od 2015) - Kemble Walters – gitara (2006–2007, od 2015) - Ed Davis – perkusja (2006–2009, od 2015) |  | Byli członkowie zespołu - Craig Fairbaugh – gitara (2008–2009) - Paul Ill – gitara basowa, instrumenty klawiszowe, wokal wspierający (2003–2007) - Patty Schemel – perkusja (2003–2004) - Jason Morris – perkusja (2004–2006) - Emilio Cueto – gitara (2007–2009) |

## Dyskografia
Albumy studyjne
| ...Like a Bolt of Lightning (EP)        | - Data: 12 października 2004 - Wydawca: Fiddler Records  | –  | –  |
| You're Speaking My Language             | - Data: 17 maja 2005 - Wydawca: Hassle Records           | –  | 94 |
| Four on the Floor                       | - Data: 2 października 2006 - Wydawca: The Militia Group | 88 | –  |
| „–” oznacza, że album nie był notowany. |                                                          |    |    |

Single
| Tytuł                         | Rok  | Pozycja na liście | Album                       |
| Tytuł                         | Rok  | UK                | Album                       |
| ----------------------------- | ---- | ----------------- | --------------------------- |
| „You're Speaking My Language” | 2005 | 35                | You're Speaking My Language |
| „Got Love To Kill”            | 2005 | 56                | You're Speaking My Language |
| „Hot Kiss”                    | 2006 | 50                | Four on the Floor           |
| „Sticky Honey”                | 2006 | 57                | Four on the Floor           |